# Никольский, Сергей Сергеевич
Сергей Сергеевич Никольский (11 октября 1929, Ленинград — 2 марта 2006, Москва) — советский государственный и хозяйственный деятель.

## Биография
Родился в 1929 году в Ленинграде.
Начал трудовую деятельность в 1951 году в Военно-морской Академии кораблестроения и вооружения имени А. Н. Крылова в должности научного сотрудника, затем являлся старшим научным сотрудником Академии.
Одновременно с работой заочно учился в Московском инженерно-физическом институте, который окончил в 1954 году.
С 1961 года работал в Ленинградском Научно-исследовательском институте радиоэлектроники, преобразованном затем во Всесоюзный Научно-исследовательский институт радиоэлектронных систем.
Прошёл путь от старшего инженера до Директора института (на эту должность был назначен в 1967 году).
С 1974-го по 1991 год являлся Заместителем Министра радиопромышленности СССР.
Умер в 2006 году. Похоронен в Москве на Троекуровском кладбище.

## Членство в организациях
- Член КПСС